# Limnaecia chionospila
Limnaecia chionospila là một loài bướm đêm thuộc họ Cosmopterigidae. Nó được tìm thấy ở Úc.